# Villers-Pol
Villers-Pol és un municipi francès, situat a la regió dels Alts de França, al departament del Nord. L'any 2006 tenia 1.247 habitants.

## Demografia
| 1962                                       | 1968 | 1975 | 1982 | 1990 | 1999 | 2006  |
| ------------------------------------------ | ---- | ---- | ---- | ---- | ---- | ----- |
| 1059                                       | 1098 | 1036 | 1214 | 1256 | 1254 | 1 248 |
| Des de 1962: població sense dobles comptes |      |      |      |      |      |       |

## Administració
| Període | Identitat    | Partit |
| ------- | ------------ | ------ |
| 2001-   | René Locoche |        |